# Exercitieinstitutionen

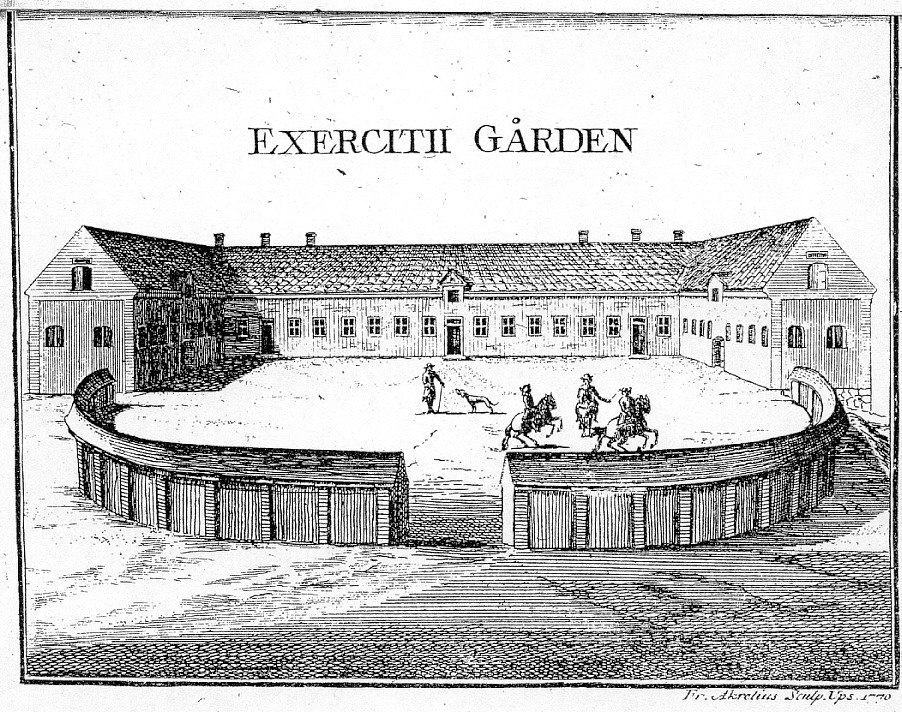
Exercitiegården i Uppsala c:a 1770

Exercitieinstitutionen (av latinets exercitium '(vapen)övning'), eller exercitiestaten, inrättades i mitten av 1600-talet vid universiteten i Uppsala, Lund och Åbo. Exercitier var den sammanfattande beteckningen på adelsövningarna och innefattade en språkmästare, som skulle öva de unga männen att konversera på franska, italienska och spanska. Vidare ingick en fäktmästare, en ridmästare, en ritmästare, en dansmästare samt en director musices.

## Historik
Drottning Kristina var en varm förespråkare av projektet. Exercitiestaten ansågs som nödvändig, då den svenska stormakten behövde civila och militära ämbetsmän, och exercitierna uppfattades som viktiga och eftertraktade färdigheter. Lektionerna var öppna även för ofrälse och uppgifter i memoarer och andra källor tyder på att såväl ridning, fäktning och dans var populärt och lockade många studenter.
Dansmästartjänsten vid Uppsala universitet inrättades 1638  och vid Lunds universitet 1668, samma år som universitetet invigdes. Universitetets dansmästare var också skyldiga att undervisa allmänheten gratis två gånger i veckan, och de förväntades ge danslektioner i professorernas familjer. Utöver den pedagogiska uppgiften fick ritmästaren göra illustrationer i vissa ämnen som medicin och botanik samt utföra dekorativa uppgifter i universitetets lokaler.
De flesta av exercitieimästartjänsterna avvecklades successivt med början i mitten av 1800-talet. Språkmästartjänsterna omvandlades till adjunktstjänster och den konstnärliga och idrottsliga verksamheten flyttade till andra utbildningsplatser. Vid Uppsala universitet och vid Lunds universitet finns dock vissa tjänster och titlar kvar.

## Uppsala universitet
Vid Axel Oxenstiernas och Johan Skyttes grundliga inspektion av Uppsala universitet 1637 påtalades behovet av undervisning i levande språk, fäktning och danskonst. I annat fall skulle man förlora adelsstudenterna. En fransk språkmästare kom redan samma år och året därefter anställdes den förste dansmästaren, som även blev fäktmästare. Från 1663 övergick han till ridmästare i samband med den nya storslagna exercitiestaten med lokaler i den av Olof Rudbeck projekterade ombyggnaden av kungsstallet till Exercitiegården. I det ortodoxa Uppsala hämtades dansmästarna ofta från adliga hov. För de franskfödda, som även undervisade på luta, utgjorde deras katolska tro ett problem.
Dansmästare
- 1638-1663 - Johan Wedige
- 1663-1674 - Jean Duval
- 1680-1682 - Erik Stigman
- 1691-1695 - Honoré Boit
- 1696-1698 - Jean Colmar
- 1698-1712 - Johan Rodde (dansmästare)
- 1712-1713 - Joakim Henrik Suhl
- 1713-1728 - Peter (De) Malpart
- 1729-1773 - Carl Fredrik Ristell
- 1773-         - Nils Ristell
- Fäktning. Exercitiemästare i fäktning är Igor Tsikinjov.[4]
- Gymnastik och idrott.[5]
- Ridning. Akademistallmästare är Karin Agenäs och inspector equitandi Jonas Bergquist.[6]
- Musik. Till exercitierna räknas Kungliga Akademiska Kapellet och med universitetet samverkande körer (Allmänna Sången, Orphei Drängar, Uppsala akademiska kammarkör och La Cappella). Director musices är kapellmästare professor Stefan Karpe.[7]
- Ritning. Ritmästare är Ulla Fries och inspektor professor Jan von Bonsdorff.[8][9]

## Lunds universitet
I Lund förordade universitetets förste kansler Gustaf Otto Stenbock redan invigningsåret 1668 rekryterandet av "nödige exercitiimästare" och språk- och dansmästare tillsattes tämligen omgående. 1672 följde ett kanslersbeslut om inrättande av en fäktmästartjänst och 1673 ett kungligt beslut om en stallmästardito. Åtminstone en fäktmästare hann också rekryteras före Skånska kriget 1676. Sedan universitetets verksamhet 1682 återupptagits efter kriget tillsattes språk- och stallmästarposterna omgående samt fäkt- och dansmästarposterna 1684. Under 1700-talet tillkom två ytterligare exercitiemästarposter: ritmästare 1722 och kapellmästare ("Director musices") 1748.
Under följande århundraden har samtliga exercitiemästarposter utom två kommit att avvecklas i Lund. Stallmästaren togs bort redan 1688, men annars var det främst under 1800-talet och det tidiga 1900-talet som ett flertal av tjänsterna försvann: dansmästaren 1853, språkmästarna 1861 (dessa ersattes dock av adjunkturer i moderna språk) och ritmästaren 1917. Återstår i dag gör kapellmästare och fäktmästare, den senare numera dock endast som en hederstitel utan tjänstekoppling.

### Språkmästare[12]
- 1668-1676 - Andreas Emanuel de Courcelles
- 1682-1683 - Martin Nordeman
- 1683-1685 - Melchior de Lascaris
- 1685-1703 - Andreas Riddermarck
- 1703-1738 - Pierre Allegre
- 1738-1748 - Israel Treutiger
- 1748-1781 - Ifvar Kraak
- 1781-1786 - Jöns Henric Denell
- 1786-1815 - Wilhelm Julius Leche
- 1815-1827 - Louis Marie Jollain
- 1830-1841 - Albert Josef Vroland
- 1842-1850 - Carl Eduard Holst (i tyska)
- 1842-1861 - Louis Marie Jollain (i franska)

### Dansmästare[13]
- 1669-1676[14] - Louis de Creaux
- 1684 - Charles Berroyer
- 1691-1698 - Paul Wulferhertz
- 1698-1700 - Jean Colmar
- 1700-1738 - Caspar de Creaux
- 1739-1764 - Ludvig de Creaux
- 1764-1777 - Johan Peter Lindhe
- 1777-1809 - Johan Henrik Kröger (tjänstledig 1798-1809)
- 1809-1817 - Bengt Esping (även tillförordnad 1798-1809)
- 1818-1853 - Johan Magnus Lang (även tillförordnad 1817)

### Stallmästare[15]
- 1682-1688 - Caspar Hindrich Gerdes

### Fäktmästare
- 1670-tal – Andreas Sunde
- 1684-1714 - Christoffer Porath (död 1714)
- 1714-1733 - Christoffer Porath (1689–1745)
- 1733-1742 - Don Emanuel Fredrik De Bada
- 1742-1745 - löjtnant Helfenstein
- 1745-1761 - Matthias Bille
- 1763-1804 - Christoffer Porath (1717–1804)
- 1805-1813 - Pehr Henrik Ling
- 1814-1843 - Gustaf Johan Schartau
- 1842-1862 - Gustaf Nyblæus
- 1862-1882 - Bror Adolf Georg Ridderborg (tjänstledig höstterminen 1881)
- 1881 - John Rothstein (tillförordnad under höstterminen)
- 1882-1916 - Carl Anders Henrik Norlander
- 1917-1924 - Philip Einar Oterdahl (tillförordnad)
- 1924-1948 - Osvald Kragh
- 1951-1975 - Francesco Gargano (även tillförordnad instruktör 1948–1951)
- 1975-1976 - Orvar Jönsson
- 1976-2008 - Rolf Edling
- 2010- - Michael Erenius.[16]

### Ritmästare[17]
- 1722-1754 - Carl Mörth
- 1755-1782 - Alexander Kastman
- 1783-1805 - Martin David Roth
- 1805 - Christian Brandt (tillförordnad mellan Roths död och Hanssons val)
- 1805-1808 - Anders Johan Hansson (tjänstledig från och med höstterminen 1806)
- 1809-1811 - Peter Magnus Billman (även tillförordnad under Hanssons tjänstledighet 1806-1808)
- 1811-1812 - Israël Cornelius Bexell (tillförordnad mellan Billmans död och Arfwidssons val)
- 1812-1831 - Andreas Arfwidsson (tjänstledig 1829-1830)
- 1832-1849 - Jöns Boström
- 1849-1864 - Magnus Körner
- 1865-1917 - Axel Hjalmar Lindqvist

### Kapellmästare
Ett akademiskt kapell och en post som director musices inrättades 1748 (efter beslut 1745). Den samlade musikverksamheten vid universitetet bedrivs i dag under samlingsnamnet Odeum. Nuvarande director musices är Patrik Andersson. Till kända tidigare innehavare av posten hör Alfred Berg.
En fullständig lista över directores musices i Lund finns på Director musices#Lunds universitet.

## Kungliga Akademien i Åbo
Även vid Kungliga Akademien i Åbo inrättades på 1660-talet språk-, dans- och fäktmästarbefattningar samt i början av 1700-talet en ritmästardito.

## Örebro universitet
Örebro universitet har sedan 2007 inrättat exercitier som omfattar sång, dans, teckning och ridning.